# Bradley Klahn
Bradley Klahn (Poway, 20 augustus 1990) is een Amerikaanse tennisser. Hij heeft nog geen ATP toernooi gewonnen, maar deed wel al mee aan Grand Slams. Hij heeft zeven challengers in het enkelspel en zeven challengers in het dubbelspel op zijn naam staan.

## Palmares

### Palmares enkelspel
| Nr.                  | Datum            | Toernooi  | Ondergrond | Tegenstander in finale | Score            |
| -------------------- | ---------------- | --------- | ---------- | ---------------------- | ---------------- |
| Gewonnen challengers |                  |           |            |                        |                  |
| 1.                   | 5 augustus 2013  | Aptos     | Hardcourt  | Daniel Evans           | 3-6, 7-6(5), 6-4 |
| 2.                   | 10 november 2013 | Yeongwol  | Hardcourt  | Taro Daniel            | 7-6(5), 6-2      |
| 3.                   | 26 januari 2014  | Maui      | Hardcourt  | Yang Tsung-hua         | 6-2, 6-3         |
| 4.                   | 9 februari 2014  | Adelaide  | Hardcourt  | Tatsuma Ito            | 6-3, 7-6(9)      |
| 5.                   | 9 februari 2014  | Traralgon | Hardcourt  | Jarmere Jenkins        | 7-6(5), 6-1      |
| 6.                   | 22 juli 2018     | Gatineau  | Hardcourt  | Ugo Humbert            | 6-3, 7-6(5)      |
| 7.                   | 18 november 2018 | Houston   | Hardcourt  | Roy Smith              | 7-64, 7-64       |

### Palmares dubbelspel
| Nr.                              | Datum            | Toernooi   | Ondergrond | Partner         | Tegenstanders in finale               | Score               |
| -------------------------------- | ---------------- | ---------- | ---------- | --------------- | ------------------------------------- | ------------------- |
| Gewonnen challengers herendubbel |                  |            |            |                 |                                       |                     |
| 1.                               | 15 juli 2013     | Binghamton | Hardcourt  | Michael Venus   | Adam Feeney John-Patrick Smith        | 6-3, 6-4            |
| 2.                               | 17 november 2013 | Yokohama   | Hardcourt  | Michael Venus   | Sonchat Ratiwatana Sanchai Ratiwatana | 7-5, 6-1            |
| 3.                               | 12 oktober 2014  | Tiburon    | Hardcourt  | Adil Shamasdin  | Carsten Ball Matt Reid                | 7-5, 6-2            |
| 4.                               | 16 november 2014 | Yokohama   | Hardcourt  | Matt Reid       | Marcus Daniell Artem Sitak            | 4-6, 6-4, [10-7]    |
| 5.                               | 23 juli 2017     | Gatineau   | Hardcourt  | Jackson Withrow | Hans Hach Verdugo Vincent Millot      | 6-2, 6-3            |
| 6.                               | 20 mei 2018      | Bordeaux   | Gravel     | Peter Polansky  | Guillermo Duran Maximo Gonzalez       | 6-3, 3-6, [10-7]    |
| 7.                               | 22 juli 2018     | Gatineau   | Hardcourt  | Robert Galloway | Darian King Peter Polansky            | 7-6(4), 4-6, [10-8] |

## Prestatietabellen
| Legenda | Legenda                          |
| ------- | -------------------------------- |
| g.t.    | geen toernooi gehouden           |
| l.c.    | lagere categorie                 |
| –       | niet deelgenomen                 |
| G       | uitgeschakeld in de groepsfase   |
| 1R      | uitgeschakeld in de eerste ronde |
| 2R      | uitgeschakeld in de tweede ronde |
| 3R      | uitgeschakeld in de derde ronde  |
| 4R      | uitgeschakeld in de vierde ronde |
| KF      | uitgeschakeld in de kwartfinale  |
| HF      | uitgeschakeld in de halve finale |
| F       | de finale verloren               |
| W       | het toernooi gewonnen            |
| w-v     | winst/verlies-balans             |

### Prestatietabel enkelspel
| Grandslamtoernooien  |      |     |      |      |      |      |    |
| Australian Open      | –    | –   | –    | 1R   | –    | 1R   | –  |
| Roland Garros        | –    | –   | –    | 1R   | –    | 1R   |    |
| Wimbledon            | –    | –   | –    | 1R   | 2R   | 1R   | –  |
| US Open              | 1R   | 2R  | 2R   | 1R   | 1R   | 2R   | 1R |
| ATP Finals           |      |     |      |      |      |      |    |
| ATP Finals           | –    | –   | –    | –    | –    | –    |    |
| ATP Masters 1000     |      |     |      |      |      |      |    |
| Indian Wells         | –    | –   | –    | 1R   | 1R   | 1R   | –  |
| Miami                | –    | –   | –    | 1R   | –    | 1R   | –  |
| Monte Carlo          | –    | –   | –    | –    | –    | –    | –  |
| Madrid               | –    | –   | –    | –    | –    | –    | –  |
| Rome                 | –    | –   | –    | –    | –    | –    |    |
| Montreal/Toronto     | –    | –   | –    | –    | 2R   | 1R   | –  |
| Cincinnati           | –    | –   | –    | –    | 2R   | –    | –  |
| Shanghai             | –    | –   | –    | –    | 2R   | –    | –  |
| Parijs               | –    | –   | –    | –    | –    | –    |    |
| Olympische Spelen    |      |     |      |      |      |      |    |
| Olympische Spelen    | g.t. | –   | g.t. | g.t. | g.t. | g.t. |    |
| Statistieken         |      |     |      |      |      |      |    |
| Totaal aantal titels | 0    | 0   | 0    | 0    | 0    | 0    | 0  |
| Eindejaarsranking    | 792  | 250 | 97   | 148  |      |      |    |

### Prestatietabel (Grand Slam) dubbelspel
| Grandslamtoernooien  |      |      |     |      |      |      |      |   |
| Australian Open      | –    | –    | –   | –    | –    | –    | 1R   | – |
| Roland Garros        | –    | –    | –   | –    | 1R   | –    | –    |   |
| Wimbledon            | –    | –    | –   | –    | 1R   | –    | –    | – |
| US Open              | 2R   | 1R   | 1R  | 1R   | 3R   | 1R   | –    | – |
| ATP Finals           |      |      |     |      |      |      |      |   |
| ATP Finals           | –    | –    | –   | –    | –    | –    | –    |   |
| Olympische Spelen    |      |      |     |      |      |      |      |   |
| Olympische Spelen    | g.t. | g.t. | –   | g.t. | g.t. | g.t. | g.t. |   |
| Statistieken         |      |      |     |      |      |      |      |   |
| Totaal aantal titels | 0    | 0    | 0   | 0    | 0    | 0    | 0    | 0 |
| Eindejaarsranking    | 468  | 571  | 565 | 144  | 152  | 222  |      |   |